# Fibros
Fibros innebär att det bildas fibrös vävnad i ett organ som ett led av en process orsakad av inflammation eller skada. Fibros är normalt vid läkeprocesser, men kan också uppkomma spontant vid sjukdomar. Normal fibrosbildning sker vid ärr, medan sjuklig fibros kännetecknar tillstånd som cystisk fibros och lungfibros. Fibros kan leda till förhårdnad, varvid tillståndet kallas skleros.
Fibros i levern kan leda till levercirros. Fibros i Hjärtats retledningssystem är den vanligaste anledningen till vissa hjärtarytmier, så kallade AV-block. Fibros är vanligast i hjärtat, lungorna, bukhinnan, och njurarna, eller i annan muskelvävnad, men kan uppkomma överallt, exempelvis i tandköttet.
Vissa slag av fibros kan betraktas som benigna tumörer, så exempelvis fibroser i bröst. Sådana brösttumörer kan utgöras antingen av fibros, cystor, eller av blandformer av fibros och cystor. Likaså kan myom (även kallat uterina fibroider) definieras som fibros. Fibrotiska tumörer kallas emellertid vanligen fibrom.